# Cristianesimo in Costa d'Avorio
Il cristianesimo in Costa d'Avorio è la seconda religione più diffusa nel Paese, secondo stime ufficiali. Secondo i dati del censimento del 2014, la maggioranza della popolazione della Costa d’Avorio (circa il 43%) è di religione islamica. I cristiani rappresentano circa il 34% della popolazione; la maggioranza di essi (il 17% circa) sono cattolici, il 12% circa sono protestanti e il 5% circa sono cristiani appartenenti ad altre denominazioni. Il 4% circa della popolazione segue invece le religioni africane tradizionali. Il censimento presenta tuttavia un ampio margine d'incertezza, perché circa il 19% della popolazione non ha risposto. Secondo stime dell'Association of Religious Data Archives (ARDA) riferite al 2015, l'islam è la prima religione, seguita dal 42% circa della popolazione; segue il cristianesimo, professato dal 38% circa della popolazione; le religioni tradizionali africane sono seguite dal 19,5% della popolazione; lo 0,1% della popolazione segue altre religioni e lo 0,4% non segue alcuna religione. La costituzione della Costa d'Avorio sancisce la separazione tra stato e religione, prevede la libertà religiosa e proibisce le forme di propaganda che possono fomentare l'odio religioso. Le organizzazioni religiose devono registrarsi. Nella scuola pubblica non sono previsti corsi di religione, che possono essere tenuti nelle scuole private affiliate con i gruppi religiosi.

## Confessioni cristiane presenti

### Chiesa ortodossa
La Chiesa ortodossa è presente in Costa d'Avorio con la Chiesa greco-ortodossa e la Chiesa ortodossa copta. Gli ortodossi rappresentano circa lo 0,3% della popolazione.

### Chiesa cattolica
La Chiesa cattolica è presente nel Paese con 4 sedi metropolitane e 10 diocesi suffraganee. 

### Protestantesimo
Le principali denominazioni protestanti presenti in Costa d'Avorio sono le seguenti:
- Unione delle chiese missionarie battiste della Costa d'Avorio: espressione del movimento battista e nata da una missione della Southern Baptist Convention, è affiliata all’Alleanza mondiale battista e ha il suo quartier generale ad Abidjan;
- Chiesa metodista unita della Costa d'Avorio: espressione del movimento metodista e nata dalla Missione metodista britannica in Costa d'Avorio, è diventata autonoma nel 1985 e ha preso il nome attuale nel 2003;
- Chiesa evangelica presbiteriana della Costa d'Avorio: espressione del movimento presbiteriano, è nata negli anni ottanta da una missione della Chiesa presbiteriana coreana istituita ad Abidjan per diplomatici e uomini d’affari sudcoreani residenti in Costa d'Avorio. In seguito la Chiesa si è diffusa nel Paese e oggi comprende 26 chiese ed è affiliata alla World Reformed Fellowship;
- Chiesa cristiana avventista del settimo giorno: presente nel Paese dal 1946, comprende oggi 96 chiese;
- Assemblee di Dio in Costa d’Avorio, affiliate al movimento delle Assemblee di Dio;
- Chiesa evangelica luterana-Sinodo della Costa d’Avorio: espressione del luteranesimo e fondata nel 1991 da una missione della Chiesa luterana statunitense-Sinodo del Missouri, comprende oggi 32 parrocchie e conta circa 1.500 membri.

### Altre denominazioni cristiane
In Costa d’Avorio sono presenti la Chiesa di Gesù Cristo dei Santi degli Ultimi Giorni (i Mormoni), i Testimoni di Geova e due chiese cristiane locali etichettate come culti sincretici africani, cioè l'Harrismo (che prende il nome dal fondatore, il predicatore William Wade Harris) e la Chiesa dei Cristiani Celesti, fondata da Samuel Oshoffa.